# Myagrum
Полівка, міагрум мускусний бур'ян — це рід квіткових рослин родини Капустяні . Він має лише один вид, Полівка пронизалолиста, що походить зЄвропи та Близького Сходу, і інтродукований бур'ян у Північній Америці, Південній Америці, Австралії та інших місцях Азії.

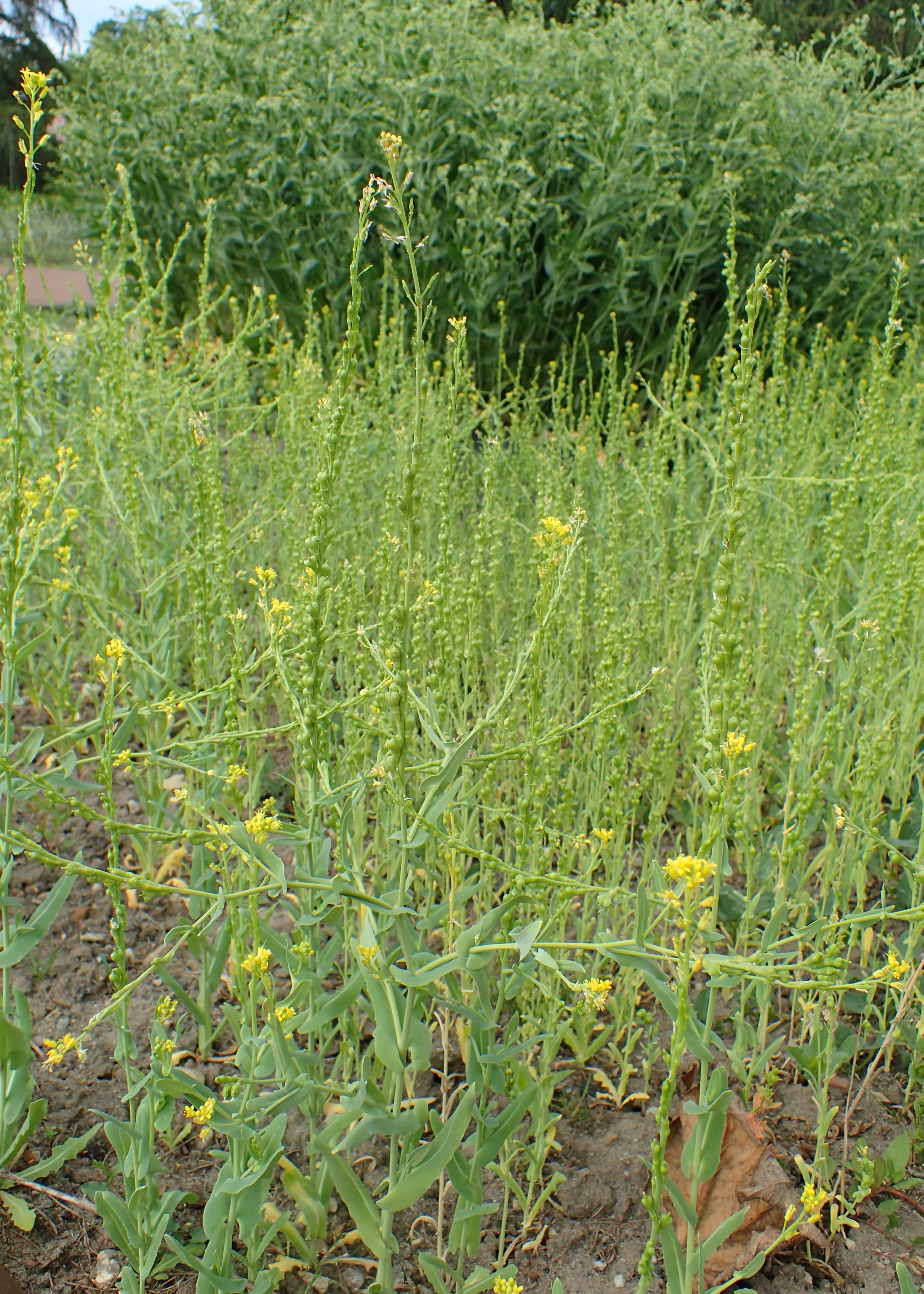
Полівка пронизалолиста

Споріднених рід — Вайда.

## Види
Зараз тільки один вид вважається дійсним, Myagrum perfoliatum, велика кількість видів була раніше пов'язана із родом М'ягрум.

## Таксономія
М'ягрум належить до царства рослини, покритонасінні, клада Евдикоти, клада Розиди, родина Капустяні, рід М'ягрум.

## Поширення
Родом з наступних країн і регіонів: Албанія, Болгарія, Франція, Німеччина, Греція, Угорщина, Іран, Ірак, Італія, Україна (Крим), Ліван-Сирія, Північний Кавказ, Палестина, Румунія, Сицилія, Іспанія, Швейцарія, Закавказзя, Туреччина, Туреччина в Європі, Югославія. Також введені у: Алжир, Австрію, Центральну Європейську Росію, Чехословаччину, Японію, Корею, Норвегію, Квінсленд, Південну Австралію, Швецію, Техас, Вікторію, Вірджинію, Західні Гімалаї.